# Emesis mandana
Emesis mandana är en fjärilsart som beskrevs av Pieter Cramer 1780. Emesis mandana ingår i släktet Emesis och familjen Riodinidae. Inga underarter finns listade i Catalogue of Life.

## Bildgalleri

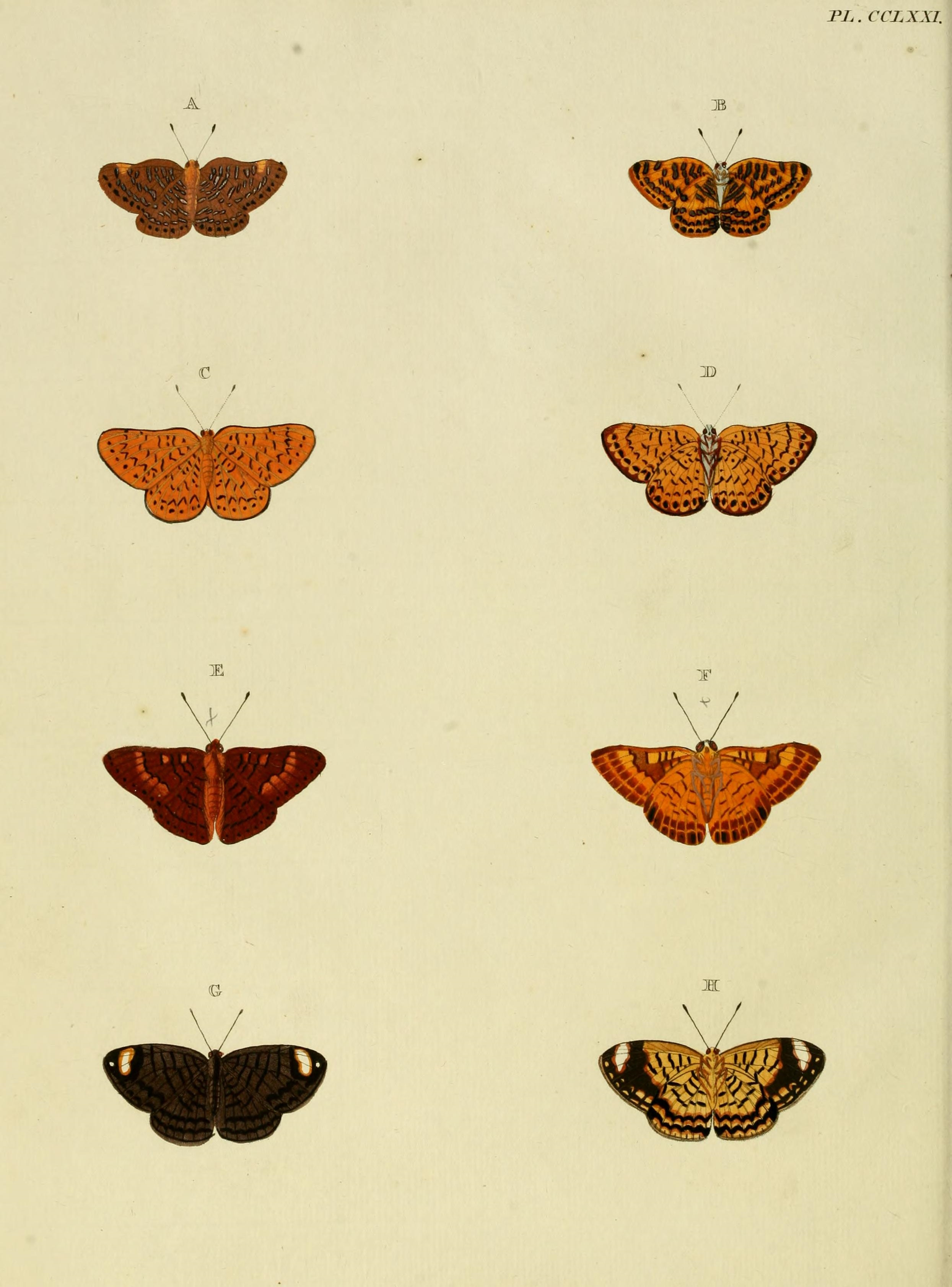